# .cx
.cx – domena internetowa przypisana do stron internetowych należących do Wyspy Bożego Narodzenia (australijskiego terytorium zależnego).